# Lauritz Gentz
Lauritz Eugen Malkolm Gentz, född 8 oktober 1879 i Stora Herrestads socken, död 16 oktober 1962 i Stockholm, var en svensk apotekare.
Lauritz Gentz var son till seminarieläraren Carl August Gentz och bror till läkaren Carl Gentz. Han blev apotekselev 1895, avlade farmacie kandidatexamen och apotekarexamen 1905. Gentz tjänstgjorde vid apotek i Stockholm 1905–1908, i Göteborg 1908–1910, i Malmö 1910–1913, i Lund 1913–1926 och innehade från 1926 apoteket i Höganäs, vilket han 1933 bytte mot apoteket Fenix i Stockholm. Efter en stipendieresa till Norge 1921 utgav Gentz reseberättelsen Det norska brännvins- och hetvinsförbudets inverkan på apoteksväsendet (1922), där han även redogör för förbudslagstiftningen i Norge, Finland, USA och på Island. 1924 erhöll hav Apotekarsocietetens direktion att fortsätta utgivandet av J. Lindgren 1918–1920 påbörjade arbetet Läkemedelsnamn. Ordförklaring och historik, vilket avbrutits vid dennes död. För att samla material till verket företog Gentz studieresor till Nederländerna och Tyskland. Han utökade själv planen för arbetet och författade själv flertalet av artiklarna i de under hans ledning utgivna häftena (häfte 5–12, 1927–1940). Gentz undervisade vid medicinska fakulteten i Lund i receptskrivningens teknik och hans föreläsningar där publicerade under titeln De vanligaste läkemedelsformerna (1924, 2:a upplagan 1926, på tyska 1927) och belönades av Apotekarsocieteten. Han utgav även tillsammans med tre medlemmar ur den medicinska fakulteten den kulturhistoriskt intressanta Universitetsapoteket Svanen i Lund åren 1627–1927 (1927).